# Giovanni Gotti
Giovanni Gotti (Sedrina, 30 agosto 1912 – Bergamo, 7 aprile 1988) è stato un ciclista su strada italiano, professionista dal 1935 al 1940 e vincitore di una tappa al Giro d'Italia 1938.

## Carriera
Tesserato dell'U.C. Bergamasca, attivo come indipendente e professionista dal 1934 al 1940, corse come individuale ma anche per alcune squadre di marca, la Legnano, la Dei e la Ganna.
Impiegato spesso come gregario, vinse comunque la Milano-Torino 1935, la terza tappa del Giro d'Italia 1938, da Sanremo a Santa Margherita Ligure, e la settima frazione del Giro dei Tre Mari 1938, a Cosenza. Partecipò in tutto a sei edizioni del Giro d'Italia, concludendo al quinto posto della generale e al primo della classifica isolati, contraddistinta da una maglia bianca, al Giro 1934; la vittoria gli diede notorietà, e fu salutata dai suoi tifosi, sulla via del rientro a Bergamo, da un cartello celebrativo che recitava: «Se ti dà un pugno Gotti puoi fare i fagotti!».
Nel 1934 prese il via anche al Tour de France, portandolo a termine. Tra i piazzamenti di rilievo si segnalano i terzi posti al Giro di Toscana 1936, al Giro dell'Emilia 1937 e alla Milano-Torino 1939, e il quarto posto nella Milano-Sanremo 1936.

## Palmarès
- 1935 (Legnano & U.C. Bergamasca, due vittorie)

Milano-Torino
Milano-San Pellegrino
- 1938 (Dei, due vittorie)

3ª tappa Giro d'Italia (Sanremo > Santa Margherita Ligure)
7ª tappa Giro dei Tre Mari (Lagonegro > Cosenza)

### Altri successi
- 1934 (individuale)

Classifica isolati Giro d'Italia

## Piazzamenti

### Grandi Giri
- Giro d'Italia

1934: 5º
1935: 33º
1936: 16º
1937: ritirato
1938: 26º
1940: ritirato
- Tour de France

1934: 24º

### Classiche monumento
- Milano-Sanremo

1936: 4º
1939: 28º
1940: 20º
- Giro di Lombardia

1934: 29º
1935: 26º
1936: 27º
1938: 12º